# Julius Schwartz
Pour les articles homonymes, voir Schwartz.
Julius « Julie » Schwartz (19 juin 1915 – 8 février 2004) était un éditeur de comics et de magazines de pulps. Il est né dans le Bronx, New York

## Biographie
En 1932, Schwartz a copublié (avec Mort Weisinger et Forrest J Ackerman) Time Traveller, un des premiers fanzines de science-fiction. Schwartz et Weisinger ont aussi fondé l'agence littéraire Solar Sales (1934-1944) ou Schwartz était l'agent d'écrivains tels que Alfred Bester, Robert Bloch, Ray Bradbury lors de ses premiers écrits, et H. P. Lovecraft pour ses derniers. De plus, Schwartz a aidé à la création de la première World Science Fiction Convention en 1939.
En 1944, il intègre All-American Publications, le futur DC Comics. Il embauche Bester afin qu'il participe à la rédaction des comics. Dans les années 1950, il est responsable éditorial du comic book Strange Adventures dans lequel apparaît le super-héros Captain Comet (no 9 de juin 1951). Il relance à partir de 1954 des super-héros tels que Flash, Green Lantern, Hawkman et Atom, ce qui sera le départ de l'âge d'argent des comics. Ce revival est peut-être même à l'origine des changements effectués au sein de Marvel Comics dans les années 1960. Les titres édités par Schwartz avaient la réputation d'être les plus dynamiques et les plus créatifs du catalogue DC.
Dans les années 1960, Schwartz commença à éditer les titres Batman. Il participa au « relooking » de ce dernier. C'est aussi grâce à lui que Dennis O'Neil et Neal Adams rejoignirent DC Comics.
De 1971 à 1985, Schwartz fut le responsable des titres Superman. Il changea l'orientation de la série, lui donnant un côté psychologique plus prononcé.
Schwartz ne se cantonnait pas à son seul rôle d'éditeur, mais participait activement à l'orientation des scénarios et écrivait la plupart des dialogues.
Schwartz quitta DC Comics en 1986 après 42 ans de bons et loyaux services. En 2000, il publia son autobiographie, Man of Two Worlds: My Life in Science Fiction and Comics.
Schwartz a eu de nombreuses récompenses tout au long de sa carrière. On lui décerna le Alley Award du meilleur éditeur, et le Shazam Award en 1972 pour avoir réédité les titres Shazam.
Schwartz meurt le 8 février 2004, à l'âge de 88 ans, après avoir été hospitalisé pour pneumonie. En hommage DC Comics édita une série de 8 one-shots intitulé DC Comics Presents contenant des histoires basées sur les couvertures les plus célèbres des titres qu'il avait édité.

## Prix et récompenses
- 1963 : Prix Alley du meilleur éditeur
- 1973 : Prix Shazam d'honneur
- 1981 : Prix Inkpot
- 1996 : Temple de la renommée Jack Kirby
- 1997 : Temple de la renommée Will Eisner